# Cornelis Engebrechtsz.

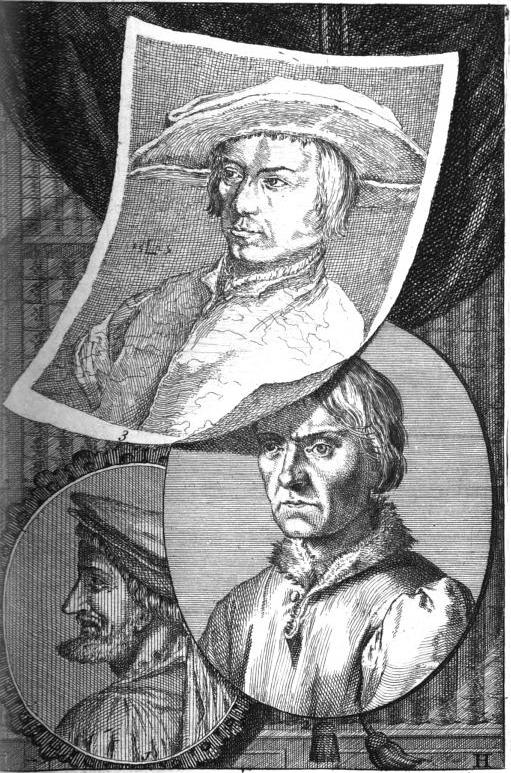
Van beneden naar boven: Cornelis Engebrechtsz., Barend van Brussels en Lucas van Leyden

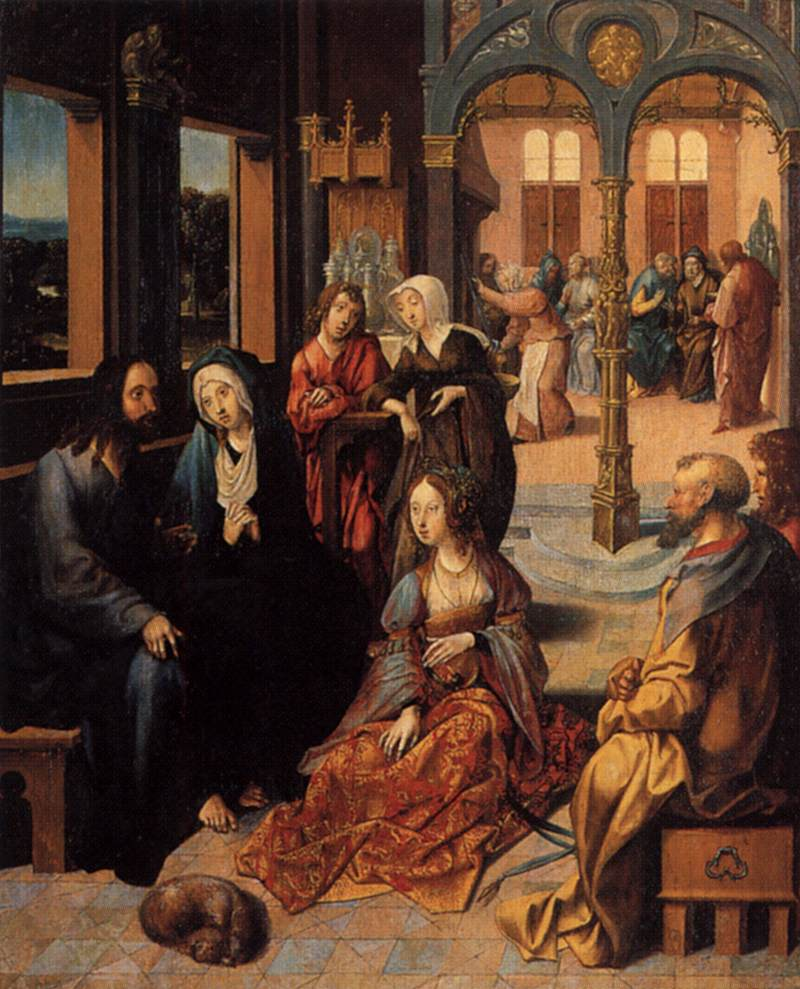
Christus in het huis van Martha en Maria, ca. 1515-1520. Rijksmuseum Amsterdam, uitgeleend aan Museum Boijmans Van Beuningen

Cornelis Engebrechtsz. (Leiden, ca. 1462 – aldaar, 1527) was een Nederlandse kunstschilder. Hij was de eerste belangrijke kunstschilder uit Leiden en wordt beschouwd als de grondlegger van de Leidse School. Engebrechtsz. was ook de leermeester van een aantal andere Leidse schilders, waaronder Lucas van Leyden, Aertgen van Leyden en Engebrechtsz.' eigen zoon Pieter Cornelisz. Kunst. Lucas van Leyden wordt als zijn belangrijkste leerling beschouwd en overschaduwde hem in bekendheid. 
Werk van Engebrechtsz. bevindt zich onder meer in het Rijksmuseum Amsterdam, het Stedelijk Museum De Lakenhal in Leiden, het Kunsthistorisches Museum in Wenen, het J. Paul Getty Museum in Los Angeles en het Metropolitan Museum of Art in New York.
De achternaam van de schilder wordt in de bronnen uit zijn eigen tijd gespeld als Engebrechtsz. De vaak voorkomende naamsvariant Engelbrechtsz. is ontleend aan het Schilder-boeck van Karel van Mander, een van de belangrijkste bronnen over het leven van Engebrechtsz. Door latere auteurs wordt de spelling Engelbrechtsz. regelmatig overgenomen.

## Carrière
Engebrechtsz. was de eerste Leidse kunstschilder aan wie werk met zekerheid kon worden toegeschreven. In 1482 wordt hij voor het eerst vermeld in de archieven als hij werk verkoopt aan het klooster Sint Hieronymusdal (ook wel Lopsen genoemd) in toenmalig Oegstgeest (thans Morskwartier, Leiden). In dit klooster werd hij mogelijk ook opgeleid tot kunstschilder, hoewel hij ook in Brussel of Antwerpen opleiding zou kunnen hebben genoten. Mogelijk werd hij door 'pictor' broeder Tymanus van het klooster Hiëronymusdal opgeleid. De broeders Tricus en Tymanus waren daar tussen 1446 en 1482 werkzaam.
Hij schilderde vooral Bijbelse thema's, zoals een drieluik van de bewening van Christus en een drieluik van de kruisiging, beide voor het klooster Mariënpoel in toenmalig Oegstgeest (thans Leiden). Deze drieluiken bevinden zich nu in het Stedelijk Museum De Lakenhal in Leiden. Ook kreeg hij opdrachten van het Leidse stadsbestuur. Waarschijnlijk had Engebrechtsz. een groot atelier waar hij, samen met zijn zoons en andere leerlingen, religieuze kunst produceerde. Onder invloed van zijn zoons ging zijn latere werk steeds verder richting het Antwerpse maniërisme. Deze  invloed is vooral goed te zien in de twee drieluiken.

## Leven
Engebrechtsz. werd ergens tussen 1460 en 1465 geboren.
Waarschijnlijk woonde hij vanaf ca. 1497 tot aan zijn dood onafgebroken in Leiden. Engebrechtsz. was lid van de Leidse handboogschutterij van 1499 tot 1506 en van de voetboogschutterij van 1515 en 1522. Hij diende rond 1520 als kapitein van de voetboogschutterij.
Engebrechtsz. huwde Elysbeth Pietersdr in of rond het jaar 1487. Ze kregen zes kinderen, waaronder drie zonen, die allen kunstschilder werden: Pieter Cornelisz. Kunst (ca. 1490-1560/1561), Cornelis Cornelisz. Kunst (ca. 1493-1546) en Lucas Cornelisz. de Cock (ca. 1495-vóór juni 1552). Engebrechtsz stierf ergens tussen 11 februari en 26 augustus 1527. Na zijn dood werd er flink geruzied over zijn erfenis, wat er op duidt dat hij een behoorlijk fortuin had verzameld.

## Verder lezen
- Jeremy Dupertuis Bangs, Cornelis Engebrechtsz., a documentary study of the man and his artistic environment, Gemeentelijke Archiefdienst (Leiden), 1975
- Jeremy Dupertuis Bangs, Cornelis Engebrechtsz's Leiden: Studies in Cultural History, Van Gorcum, Assen, 1979
- Franz Dülberg, Die Leydener Malerschule, G. Schade (Berlijn), 1899
- Émile Gavelle, Cornelis Engebrechtsz: L'école de peinture de Leyde et le romantisme Hollandais au début de la Renaissance, Raoust, Lille, 1929
- Walter S. Gibson, The paintings of Cornelis Engebrechtsz, Garland, New York, 1977